# Ptilope de Fischer
Ptilinopus fischeri
Espèce
Le Ptilope de Fischer (Ptilinopus fischeri) est une espèce d’oiseaux de la famille des Columbidae.